# Ронзон, Пьерлуиджи
Пьерлуиджи Ронзон (итал. Pierluigi Ronzon; род. 7 марта 1934, Джемона-дель-Фриули, Италия) — итальянский футболист, защитник.

## Клубная карьера
Во взрослом футболе дебютировал в 1952 выступлениями за команду клуба «Сампдория», в которой провел пять сезонов, приняв участие в 82 матчах чемпионата.
Впоследствии с 1957 по 1961 год играл в составе команд клубов «Аталанта» и «Милан».
Своей игрой за последнюю команду привлек внимание представителей тренерского штаба клуба «Наполи», в состав которого присоединился в 1961 году. Отыграл за неаполитанскую команду следующие шесть сезонов своей игровой карьеры. Большинство времени, проведённого в составе «Наполи», был основным игроком команды. В 1962 году завоевал титул обладателя Кубка Италии. В решающей игре за этот трофей против команды клуба СПАЛ защитник стал автором победного гола.
Завершил профессиональную игровую карьеру в клубе «Лацио», за команду которого выступал в течение 1967—1968 годов.

## Карьера в сборной
В 1960 году провёл свой единственный матч в составе национальной сборной Италии, приняв участие в товарищеской игре против испанцев.